# Theodor Körner (1912)
Theodor Körner ist ein nationalpatriotisches, deutsches Stummfilmporträt von 1912 über den Helden der Befreiungskriege mit Friedrich Fehér in der Titelrolle.

## Handlung
Der Film erzählt vom Leben des Dichters Theodor Körner (1791–1813) und seiner kurzen aber intensiven Liebe zur Wiener Schauspielerin Toni Adamberger, konzentriert sich aber hauptsächlich auf den antinapoleonischen Freiheitskämpfer, dessen Vita diese ambitionierte Produktion in pathetisch-feierlichem Grundton nachzeichnet. Im Zentrum des Geschehens steht Körners Teilnahme im Lützowschen Freikorps in seinem Sterbejahr 1813. Dabei wird stets der heroische Aspekt, sein übergeordneter Einsatz für das „Große und Ganze“, für die Befreiung Deutschlands hervorgehoben. Die Handlung beginnt mit einer kurzen Zeit der Unbeschwertheit Körners als studentischer Burschenschafter und seiner Verlobung mit Antonie, genannt, Toni, in Wien. Dann aber schließt er sich Major Lützow an, und es kommt 1813 zur allgemeinen Erhebung gegen den Erzfeind Napoleon Bonaparte.
Der französische Gegner tritt in Gestalt einer Fourageabteilung als ausgehungerter und die Dörfer und Bauern ausplündernder – weder Stroh noch Vieh ist vor ihm sicher – Marodeur in Erscheinung, überstürzt fliehend von den ihm mutig nachsetzenden Gegner: den Lützowschen Reiter. Ihnen voran stürmt auf einem Schimmel ein verwegener, den Tod nicht fürchtender Körner. Dieser hat sich zuvor von den beraubten Bauersleuten die Umstände ihrer Beraubung und den Fluchtweg der mit ihrer Beute bepackten Franzosen schildern lassen. Im nahe gelegenen Wald stoßen die Lützower auf den zurückweichenden Feind und reiten eine todesmutige Attacke nach der anderen gegen ihn. Es kommt zu Säbelkämpfen, und wieder einmal schlagen die Preußen die französischen Gegner, die ihre Beute zurücklassen müssen, in die Flucht. Es folgen weitere Kampfesszenen, diesmal auf freiem Felde, bei dem sogar einmal der alte Major Lützow selbst vom Pferd fällt. Bei Gadebusch wird Körner schließlich ernsthaft verwundet, und er stirbt unter einem ebenso malerischen wie mächtigen Eichenbaum. Die Schlussszene zeigt die feierliche Grablegung des tollkühnen Freiheitskämpfers.

## Produktionsnotizen
Theodor Körner, versehen mit dem Untertitel Von der Wiege bis zu seinem Heldentod, entstand im Mutuskop-Filmatelier in Berlin-Lankwitz und im Sommer 1912, als man bei Osdorf die Schlachtenaufnahmen anfertigte. Der Film passierte die Zensur am 25. Juli 1912 und erlebte seine deutsche Erstaufführung am 31. August 1912. Zuvor sollte der Streifen, wie die Kinematographische Rundschau in ihrer Ausgabe vom 21. Juli 1912 berichtete, dem Kronprinzen und Kaiser Wilhelm II. gezeigt werden. Die für Österreich-Ungarn avisierte Premiere war der 30. August 1912. Der Film war drei Akte lang und wies mit 1136 Metern für damalige Verhältnisse eine erstaunliche Länge auf. Bei der Neuzensurierung am 15. Februar 1924 musste der für die Jugend frei gegebene Film auf 953 Meter heruntergekürzt werden.
Die Freikorpsler-Kostüme der Lützow’schen Jäger waren Originale aus dem Berliner Zeughaus. Mutuskop-Chef Paul von Woringen hatte nicht nur deren Freistellung erwirkt, sondern darüber hinaus erreichte es, dass für die Aufnahmen auch mehrere Eskadronen des I. Garde-Dragoner-Regiments an den Filmaufnahmen teilnehmen durfte. Insgesamt rund 300 berittene Soldaten kamen dabei zum Einsatz. Die Schauspieler durchliefen vor den Filmaufnahmen einen dreiwöchigen Reitkurs.
Für den Jungkameramann Werner Brandes, der hier möglicherweise sein Debüt als Cheffotograf gab, war Theodor Körner der erste Film eines dreiteiligen Zyklus nationalpatriotischer Stoffe, die er kurz vor Ausbruch des Ersten Weltkriegs im Auftrag der Deutschen Mutuskop und Biograph GmbH unter der Regie Franz Portens kameratechnisch betreute. Es folgten der Dreiteiler Der Film von der Königin Luise und das nationalistische Erbauungsstück aus der Zeit um den Deutsch-Französischen Krieg, Aus Deutschlands Ruhmestagen 1870/71.
Der Film erregte deutschlandweit große Aufmerksamkeit. Neben Fachpublikationen wie der Lichtbild-Bühne, die Theodor Körner gleich viermal (in den Ausgaben Nr. 27, 30, 33 und 35) Artikel widmete, veröffentlichten in den ersten Septembertagen 1912, kurz nach der Premiere, auch nichtfilmspezifische Zeitungen wie der Berliner Börsen-Courier und die Münchner Neuesten Nachrichten Besprechungen. Bereits in ihrer Ausgabe vom 21. Juli 1912 lieferte selbst die österreichische Kinematographische Rundschau auf Seite 6 unter dem Titel „Lützows wilde Jagd in Osdorf“ einen längeren Bericht von Dreharbeiten.
1932 entstand unter der Regie von Carl Boese ein Theodor Körner-Tonfilm. Willi Domgraf-Fassbaender verkörperte dort den Freiheitskämpfer.

## Zeitliche und politische Einordnung
Der Film ist ein typisches Zeitprodukt des ausgehenden Wilhelminismus. In Deutschland wie in Österreich-Ungarn jährten sich kurz vor Ausbruch des Ersten Weltkriegs die hundertjährigen Jubiläen anlässlich der Befreiung Mitteleuropas vom napoleonischen Besatzungs- und Kriegsterror. Bereits 1909 entstand ein noch recht laienhafter Kurzfilm über den Tiroler Freiheitshelden Andreas Hofer, vier Jahre später inszenierte Carl Froelich ein weitaus ambitionierteres Hofer-Werk unter dem Titel Tirol in Waffen. Die Österreicher erinnerten sich ihres Kampfes gegen Napoleon in Tirol mit einem ab Sommer 1912 hergestellten aufwendigen Film über den Hofer-Verbündeten Josef Speckbacher unter dem programmatischen Titel Speckbacher.
1912/13 entstand eine Fülle von Filmen mit patriotischer Themenwahl und antifranzösischer Note. Kurz nach diesem Körner-Film wurde noch im Herbst desselben Jahres ein großangelegter, dreiteiliger, pathetischer Stummfilm über Königin Luise von Preußen unter dem Titel Der Film von der Königin Luise mit Hansi Arnstaedt hergestellt. 1913 entstand unter der Regie des Körner-Darstellers Feher ein Loblied auf Major Schill unter dem Titel Das Blutgeld und im selben Jahr aus der Hand Franz Portens den bereits erwähnten Film Aus Deutschlands Ruhmestagen 1870/71.

## Rezeptionen
„Die deutsche Mutuskop- und Biograph-Gesellschaft hat nun den Plan aufgegriffen, besonders packende und dramatische Episoden der vaterländischen Geschichte kinematographisch darzustellen … Dieses neue „Kino“-Schauspiel … schildert uns das Leben und den Tod unseres bekanntesten Freiheitsdichters und -helden aus der Zeit der Befreiungskriege. Und da im nächsten Jahre überall in Deutschland das hundertjährige Gedenkjahr jener großen Volkserhebung und nationalen Wiedergeburt gefeiert werden wird, so dürfte diese interessante und für Deutschland neuartige Aufnahme allergrößtes Interesse erregen.“

„Und er [dieser Film] wird Ehre und Ruhm bringen all denen, die einen Anteil an dem Zustandekommen eines derartig grandiosen Werkes haben, wie der Theodor-Körner-Film und darin „Lützows verwegene wilde Jagd“. Aber vor allem wird er zur Ehre der Kinematographie dienen, über die so manche der gegenwärtigen Gegner zu einer ganz anderen Meinung kommen werden.“